# Bettina Orrico
Elisabetta Luzia Robatto Orrico, mais conhecida como Bettina Orrico (1933, Salvador – São Paulo, 29 de janeiro de 2023), foi uma culinarista brasileira.
Iniciou a carreira na Culinária em 1973, quando foi contratada pela Editora Abril para fazer a produção fotográfica de pratos para a revista Claudia Cozinha, onde até hoje é consultora culinária. 
Formada em Belas Artes na Universidade Federal da Bahia, até então trabalhava estampando tecidos. Expôs pinturas na Itália, em Portugal e na Suíça.

## Livros publicados
- Gostoso Começo (1989)
- O Livro das Saladas (1994)
- Receitas da Mazzô (1998)
- Os Jantares que não dei (2009) Editora BEI

## Morte
Orrico morreu no dia 29 de janeiro de 2023, aos 89 anos, vítima de um infarto.